# Kaple Navštívení Panny Marie (Lipí)
Kaple Navštívení Panny Marie je římskokatolická kaple na Lipí, místní části Náchoda.

## Historie
Návrh na postavení kaple dal v roce 1902 na honební schůzi tehdejší starosta Josef Škoda. Řízení stavby podle projektu stavitele Josefa Svobody se ujal místní zedník Karel Vítek, který na stavbě pracoval zdarma. Kaple byla dostavěna v roce 1903. Zvonek byl koupen v roce 1787 z rušené kapličky v Plhově a byl na Lipím dříve umístěn ve zvoničce a později v malé kapli, které byly na místě současné kaple.

## Bohoslužby
Bohoslužby se konají v pondělí od 19.00.

## Galerie

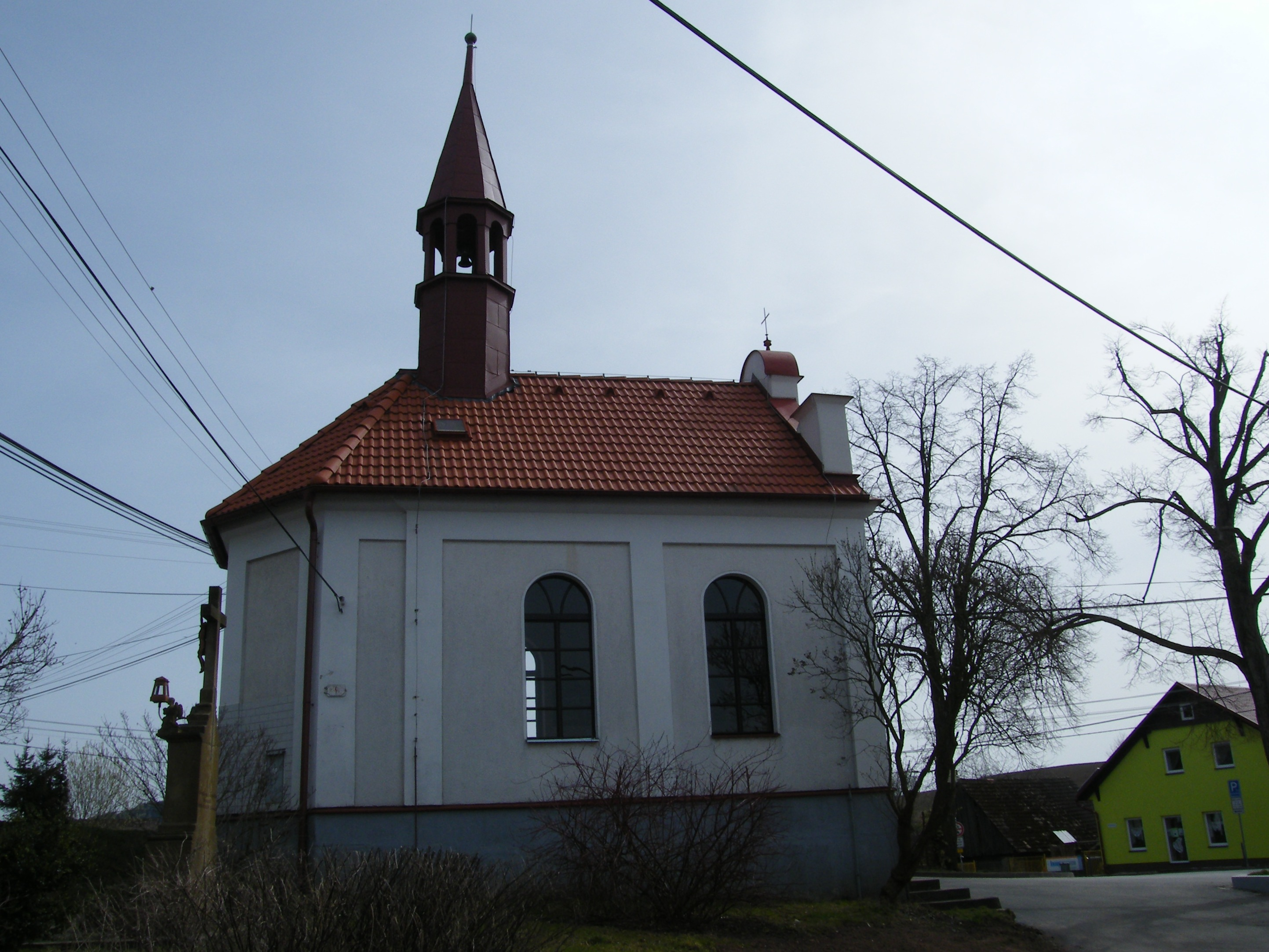
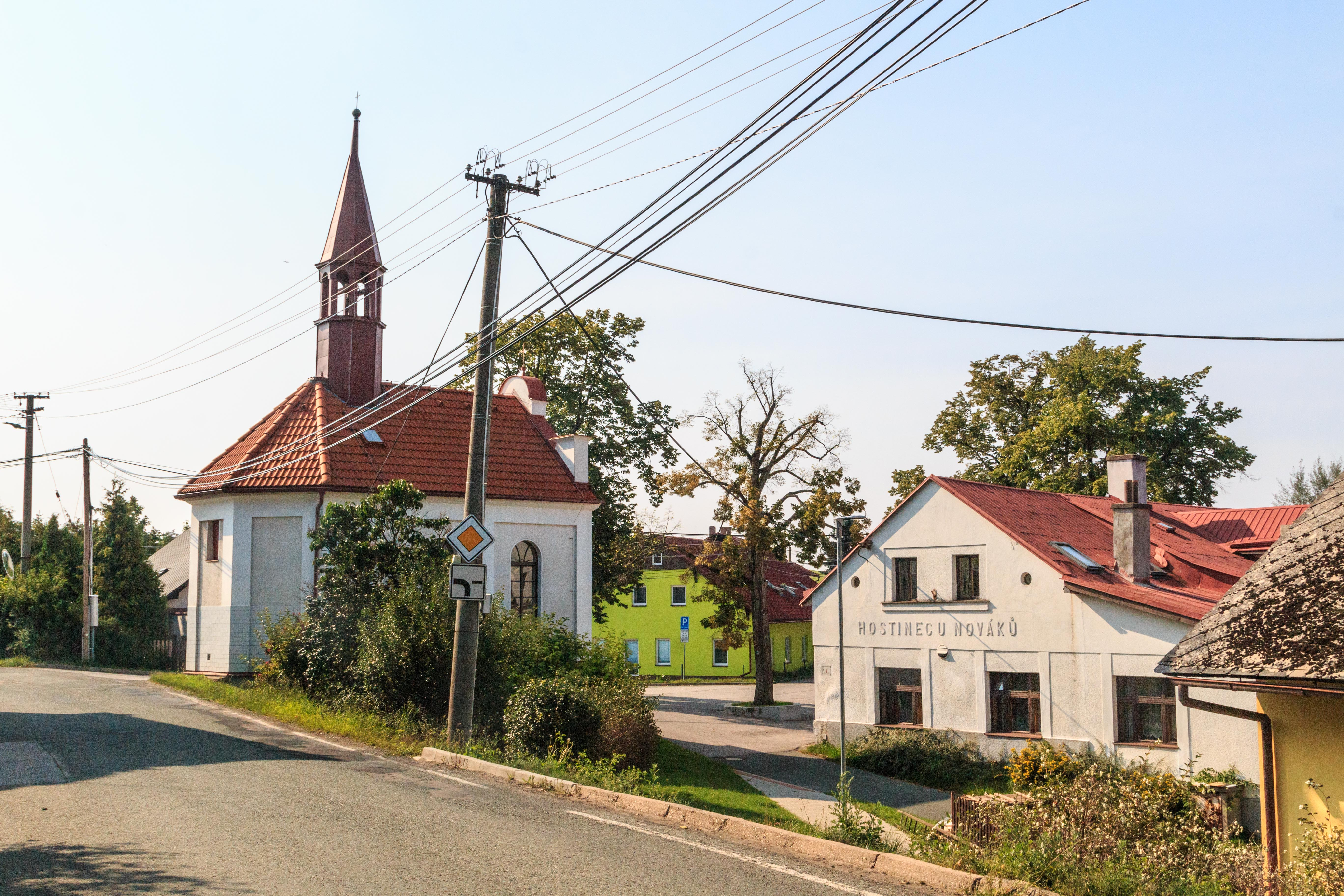
Lipí u Náchoda - kaple